# Лазаревы-Станищевы
Лазаревы-Станищевы — древний русский дворянский род. 
Род внесён в VI, II и III части дворянской родословной книги Владимирской, Воронежской, Нижегородской, Новгородской, Казанской, Псковской и Санкт-Петербургской губерний.

## Происхождение и история рода
Во время правления Ивана I Даниловича Калиты, выехал (1328—1340) из (по различным источникам: Сербии, Цесарской земли, Священной Римской империи) «муж честнен» Филипп и князь пожаловал его вотчинами в Юрьево-Польском уезде.
У Филиппа сын Григорий Филиппович, прозвищем Станище, и внук Лазарь Алексеевич Станищев, потомки которого уже писались Лазаревыми. Один из них, Дмитрий Лазаревич Лазарев, дьяк, был послан в Орду для выкупа великого князя Василия Васильевича, дал на выкуп своих денег 3600 рублей и великий князь пожаловал его вотчинами, при Иване III Васильевиче ездил послом в Орду (1475).
Юмшан Лазарев, наместник в Вологде (1558), его сын Тимофей и внук Андрей воеводы в XVI и XVII столетиях, жалованы поместьями.
Члены этой фамилии, за исключением одной ветви (потомство Андрея Даниловича VI-колено), писались (до 1800) Лазаревыми, без прибавки Станищевы.
По указу императора Павла I (12 ноября 1800) Всемилостивейше повелено надворному советнику Николаю Семёновичу Лазареву, по его ходатайству, и роду его, именоваться, как и предки его именовались: Лазаревы-Станищевы «в отличие от всех других Лазаревых».

## Описание герба
Щит разделён на четыре части. В первой части, разрезанной перпендикулярно надвое, в правом чёрном поле, горизонтально изображены четыре чёрные полосы, в левом голубом поле, выходящая с правой стороны перчатка, держащая серебряную шпагу, поднятую вверх. Во второй части, в красном поле, на золотой полосе, два орлиных чёрных крыла. В третьей части, в голубом поле, стан составленный из серебряных палаток. В четвёртой части, в верхней золотой половине, четыре перпендикулярные полосы, в нижней красной половине — золотой лев, идущий вправо.
На щите поставлены два золотых дворянских шлема, обращенных к друг другу, с дворянскими на них коронами, на поверхности которых с правой стороны видны два орлиных чёрных крыла, с левой рука облачённая в латы с мечем. Намёт на щите голубой, подложенный золотом. Герб рода Лазаревых-Станищевых внесён в Часть 6 Общего гербовника дворянских родов Всероссийской империи, стр. 14.
- Филипп
  - Григорий Филиппович Станище
    - Алексей Григорьевич
      - Лазарь Алексеевич Станищев
        - Дмитрий Лазаревич
          - Михаил Дмитриевич
            - Иван Михайлович Горбатов-Лазарев
            - Ананий Михайлович Горянин
            - Андрей Михайлович
              - Григорий Андреевич
              - Фёдор Андреевич
              - Андрей Андреевич
              - Юмшан Андреевич
                - Тимофей Юшманович
                  - Андрей Тимофеевич (? — не ранее 1654)
                    - Степан Андреевич
                      - Алексей (Александр) Степанович
                        - Лев Александрович (? — до 1774)

                    - Василий Андреевич Валуй
                      - Агафья Васильевна

        - Зиновий Лазаревич
          - Иван Зиновьевич
          - Василий Зиновьевич
          - Прокофий Зиновьевич Скурат

        - Даниил Лазаревич
          - Андрей Даниилович, он и его потомки именовались ЛАЗАРЕВЫМИ-СТАНИЩЕВЫМИ
          - Григорий Даниилович
          - Иван Даниилович
            - Назарий Иванович
            - Семён Иванович
              - Иван Семёнович
              - Гавриил Семёнович
                - Фёдор Гавриилович
                - Алексей Гавриилович
                  - Василий Алексеевич (? — после 1682)
                    - Леонтий Васильевич
                      - Андрей Леонтьевич старшой
                      - Андрей Леонтьевич меньшой (1672 — ?)
                        - Алексей Андреевич (? — до 1745)
                          - Иван Алексеевич
                          - Семён Алексеевич (1735 — после 1789)
                            - Александр Семёнович
                              - Иван Александрович (1803 — ?)
                                - Александр Иванович (31.05.1835 — ?)
                                - Василий Иванович (26.10.1842 — ?)
                                - Митрофан Иванович (7.04.1845 — ?)
                                - Елисавета Ивановна (26.01.1834 — ?)
                                - Анна Ивановна (6.12.1836 — ?)

                            - Аркадий Семёнович (? — до 1829)
                              - Семён Аркадьевич
                                - Николай Семёнович (14.04.1821 — ?)
                                  - Николай Николаевич (14.05.1849 — ?)
                                  - Константин Николаевич (3.10.1851 — ?)
                                  - Владимир Николаевич (10.10.1853 — ?)
                                  - Александр Николаевич (1.04.1855 — ?)
                                  - Павел Николаевич (17.11.1856 — ?)
                                  - Елисавета Николаевна (30.10.1847 — ?)

                                - Иван Семёнович (3.02.1830 — ?)
                                - Надежда Семёновна (13.06.1819 — ?)
                                - София Семёновна (21.04.1824 — ?)
                                - Вера Семёновна (11.07.1826 — ?)
                                - Любовь Семёновна (5.10.1828 — ?)

                              - Иван Аркадьевич (1798 — ?)
                              - Николай Аркадьевич (1806 — ?)
                                - Василий Николаевич (15.03.1838 — ?)

                              - Софья Аркадьевна

                            - Николай Семёнович, получил разрешение именоваться ЛАЗАРЕВЫМИ-СТАНИЩЕВЫМИ (1800)
                            - Павел Семёнович
                            - Евлампий Семёнович
                            - Иван Семёнович
                              - Александр Иванович (27.08.1840 — ?)

              - Фёдор Семёнович

            - Тимофей Иванович
            - Даниил Иванович

          - Пётр Даниилович
          - Андрей Даниилович меньшой
          - Фёдор Даниилович
          - Глеб Даниилович

        - Алферий Лазаревич
        - Василий Лазаревич